# Аджуд
Аджу́д (рум. Adjud) — город в Румынии, в жудеце Вранча. Расположен в 44 км к северу от города Фокшани, в 203 км к северо-востоку от Бухареста, вблизи места впадения реки Тротуш в Сирет, на высоте 97 м над уровнем моря. Железнодорожный узел.
Население Аджужа по данным переписи 2011 года составляло 16 045 человек. По данным переписи 2002 года население насчитывало 17 585 человек. Румыны составляют 84,72 % населения, цыгане — 5,9 %.
Согласно данным переписи 2016 года, население муниципия составляло 20 509 человек.
Динамика численности населения по годам:
| 1948 | 1956 | 1966 | 1977   | 1992   | 2002   | 2011   | 2016   |
| ---- | ---- | ---- | ------ | ------ | ------ | ------ | ------ |
| 4028 | 6119 | 8347 | 12 587 | 20 346 | 17 585 | 16 045 | 20 509 |

## Известные уроженцы
- Анджела Георгиу — румынская оперная певица, сопрано
- Йон Дикисяну – румынский актёр, почётный гражданин города